# 山塘镇
山塘镇，是中华人民共和国广东省清远市清新区下辖的一个乡镇级行政单位。2020年人口39043人。

## 行政区划
山塘镇下辖以下地区：
山塘社区、西沙村、金亭村、西尾村、胜利村、山塘村、塘湾村、马安村、新兴村、花岗村、岗坳村、松岗村、恒平村、低地村和回正村。